# Parafia Narodzenia Najświętszej Maryi Panny w Piekoszowie
Parafia Narodzenia Najświętszej Maryi Panny – parafia rzymskokatolicka w Piekoszowie (diecezja kielecka, dekanat piekoszowski).
Erygowana w 1366.